# 中馬辰猪
中馬 辰猪（ちゅうまん たつい、1916年2月27日 - 2010年4月18日）は、日本の政治家。衆議院議員、建設大臣。

## 来歴・人物
現在の鹿児島県霧島市国分に、参議院議員を務めた中馬猪之吉の二男として生まれる。鹿児島県立加治木中学校 (旧制)、第七高等学校 (旧制)を経て、1941年京都帝国大学法学部を卒業。陸軍主計大尉としてインパール作戦に従事し、負傷するものの危機一髪で生還した経験を持つ。帰国後は水産会社役員、鹿児島県煙草耕作連嘱託等を経て、1949年第24回衆議院議員総選挙に吉田茂率いる民主自由党公認で旧鹿児島2区から立候補し当選（当選同期に池田勇人・岡崎勝男・前尾繁三郎・橋本龍伍・麻生太賀吉・小渕光平・西村英一・橋本登美三郎・福永健司・塚原俊郎・藤枝泉介・木村俊夫・稲葉修・河本敏夫・森山欽司・床次徳二・有田喜一など）。以後10回当選。
保守合同後は佐藤栄作派－福田赳夫派に所属する。運輸政務次官、農林政務次官、衆院地方行政委員長等を歴任し、1976年三木内閣改造内閣で建設大臣として入閣する。1979年の総選挙で落選後、政界を引退。
「利口な世渡りは嫌いだ」といい、政界では常に縁の下の力持ち的な役割に徹してきた。1986年勲一等瑞宝章受章。
2010年4月18日、死去。享年94。正七位から従三位に進階。